# Портато
Порта̀то (на италиански: portato от portare – „нося“) вид музикална артикулация, която се характеризира с леко, едва забележимо прекъсване при изпълнението на тоновете в даден нотен пасаж. Отбелязва се със специални знаци: тенути (вид чертички) или стакати (точки) върху или под нотите, свързани с легато. При изпълнението на портато при лъковите музикални инструменти се характеризира с движението на лъка в една посока при изпълнението на група от ноти. Най-често движението на лъка е нагоре, при което всеки тон получава бърз рязък тласък при краткото спиране пред всеки следващ тон. Друг начин на изпълнение на портато при лъковите инструменти е т. нар. рико̀ше (на френски: ricochet – отскачане), характеризиращо се с отскачане на лъка по струната при изпълнението на нотата. Този вид портато се използва най-често в бравурни виртуозни пиеси.